# خانه صالحی (شیراز)

خانه صالحی.

خانه صالحی (موزه لباس‌های سنتی و آئینی ایران) از خانه‌های دوره قاجاریه در شیراز می‌باشد که در نزدیکی حرم شاهچراغ و در ضلع جنوبی مسجد شهدا و در ابتدای کوچه هفت پیچ واقع شده‌است. از عناصر معماری این خانه می‌توان به اتاق‌های سه دری و پنج دری همراه با تزئینات گره چینی، گچ‌کاری و سقف‌های چوبی اشاره کرد.
در سال ۱۳۸۴ این خانه به منظور حفظ و احیاء هنرهای سنتی ایران توسط سازمان میراث فرهنگی گردشگری به موزه لباس‌های سنتی و آیینی ایران تبدیل گردید.
خانه تاریخی صالحی مثل دیگر خانه‌های خوش‌نقشه و قدیمی شیراز از روزگار قجری در شهر باقی مانده‌است. طرح این خانه مثل عمارت‌های سنتی ایرانی، شامل اندرونی و بیرونی است. این خانه در حال حاضر به‌عنوان موزه لباس‌های سنتی شیراز فعال است.
بعد گذر از ورودی به حیاط خانه می‌رسید که در وسط آن حوض قرار دارد و در سه ضلع خانه اتاق‌های سه‌در ی و پنج‌دری را می‌بینیم. هنر کاشی‌کاری با طرح‌های اسلیمی، گل مرغی و پادشاهان ادوار مختلف در این خانه اجرا شده‌است. گره چینی، گچ‌کاری و… از دیگر تزئینات معماری خانه صالحی است.
برای آشنایی با پوشش سنتی شیرازی‌ها به خانه صالحی بروید و علاوه بر لذت از معماری سنتی بنا، دقایقی را در طرح و رنگ متنوع لباس‌ها غرق شوید.
آدرس: روبه‌روی حرم شاه‌چراغ، ضلع جنوبی مسجد شهدا، در ابتدای کوچه هفت پیچ
خانه ی نصیرنظام